# Supersøgeren
Supersøgeren er et gratis e-læringskursus i informationssøgning for den øvede internetbruger.
Supersøgeren er kurset til dig, der godt kan i forvejen, men som engang imellem oplever, at det kunne være skønt med nogle tips til hurtigt at finde, hvad du leder efter.
Undervejs i kurset er der indbygget mulighed for at teste dig selv. Sagt på en anden måde, du kan quizze dig til at blive bedre på nettet, at blive bedre til at bruge Google og Bibliotekernes netguide.
Supersøgeren er en del af projektet Net Timen. Net Timen er finansieret af Biblioteksstyrelsen og udviklet af Helsingør Kommunes Biblioteker.